# La literatura nazi en América
La literatura nazi en América es la tercera novela del escritor y poeta chileno Roberto Bolaño, publicada inicialmente por la editorial Seix Barral el 13 de febrero de 1996, siendo reeditada más tarde por Anagrama.
A través de este libro, dedicado a su esposa Carolina López, Bolaño comenzó a llamar la atención de la crítica literaria. Según el propio autor, esta novela habla «de la miseria y de la soberanía de la práctica literaria», siendo descrita por el mismo además como:

«una antología vagamente enciclopédica de la literatura filonazi producida en América desde 1930 a 2010, un contexto cultural que, a diferencia de Europa, no tiene conciencia de lo que es y donde se cae con frecuencia en la desmesura».
Roberto Bolaño.

## Historia editorial
La intención original de Bolaño era que este libro fuera escrito junto con su amigo A. G. Porta, tal y como fue escrito Consejos de un discípulo de Morrison a un fanático de Joyce, la primera novela de ambos. Sin embargo, Porta por ese entonces no tenía la misma dedicación por la escritura que Roberto, por lo que decidió rechazar la invitación, siendo el libro finalmente escrito en su totalidad por Bolaño y decidiendo así publicarlo como único autor.
El manuscrito de la novela fue enviado simultáneamente a diversas editoriales, entre ellas Alfaguara, Destino y Plaza & Janés, siendo rechazado por todas ellas. En julio de 1995 también la envió a Anagrama, como concursante para el premio de novela que se fallaba el 6 de noviembre. Unos años atrás también había enviado a dicho concurso Consejos de un discípulo..., pero a pesar de quedar seleccionada entre las diez finalistas, no consiguió prosperar. En esta ocasión la novela fue también preseleccionada y gozó de una muy buena recepción por parte de Jorge Herralde, propietario de la editorial quien por entonces no conocía aún personalmente al escritor. Sin embargo, entretanto Bolaño recibió una aceptación de Mario Lacruz para la publicación de la obra por parte de la editorial Seix Barral, con una oferta módica pero que dada la crítica situación económica del autor, éste no podía rechazar. Luego de aceptar la propuesta, envió una carta a la editorial de Herralde pidiendo que lo sacaran del concurso. A Herralde, que independientemente del resultado del concurso había pensado publicar la novela, esta decisión lo tomó por sorpresa y en parte lo decepcionó, escribiéndole una escueta carta a Bolaño acerca de su positivo parecer de la obra. Éste se puso a los pocos días nuevamente en contacto con Herralde, yendo a verlo a su oficina de la editorial y pudiendo conversar largamente. Bolaño quedó en enviarle una nueva novela, lo que cumplió al poco tiempo, con el manuscrito de Estrella distante, la cual finalmente se publicó en Anagrama también en 1996, pocos meses después que La literatura nazi en América, dando comienzo a la amistad y prolífica relación laboral entre ambos.

## Estructura
La novela es en realidad una antología ficticia escrita a modo de enciclopedia de literatura, en cuyos capítulos se consigna la biografía de distintos escritores y poetas americanos que simpatizaron o practicaron el nazismo. Cada biografía viene precedida por el nombre del personaje, además de sus fechas y lugares de nacimiento y muerte. De acuerdo con la estudiosa Celina Manzoni, estas presentaciones de cada capítulo se asemejan al contenido de las inscripciones en las lápidas, siendo junto al título de la obra dos recursos que colaboran con generar un distanciamiento del lector, y ayudan al retrato del horror.
El libro está dividido en los siguientes capítulos, subdivididos a su vez en secciones:
| #  | Capítulo                                            | Sección (escritor)                                                                        | Nacimiento          | Año  | Muerte             | Año  |
| -- | --------------------------------------------------- | ----------------------------------------------------------------------------------------- | ------------------- | ---- | ------------------ | ---- |
| 1  | «Los Mendiluce»                                     |                                                                                           |                     |      |                    |      |
| 1  | «Los Mendiluce»                                     | «Edelmira Thompson de Mendiluce»                                                          | Buenos Aires        | 1894 | Buenos Aires       | 1993 |
| 1  | «Los Mendiluce»                                     | «Juan Mendiluce Thompson»                                                                 | Buenos Aires        | 1920 | Buenos Aires       | 1991 |
| 1  | «Los Mendiluce»                                     | «Luz Mendiluce Thompson»                                                                  | Berlín              | 1928 | Buenos Aires       | 1976 |
| 2  | «Los héroes móviles o La fragilidad de los espejos» |                                                                                           |                     |      |                    |      |
| 2  | «Los héroes móviles o La fragilidad de los espejos» | «Ignacio Zubieta»                                                                         | Bogotá              | 1911 | Berlín             | 1945 |
| 2  | «Los héroes móviles o La fragilidad de los espejos» | «Jesús Fernández-Gómez»                                                                   | Cartagena de Indias | 1910 | Berlín             | 1945 |
| 3  | «Precursores y antiilustrados»                      |                                                                                           |                     |      |                    |      |
| 3  | «Precursores y antiilustrados»                      | «Mateo Aguirre Bengoechea»                                                                | Buenos Aires        | 1880 | Comodoro Rivadavia | 1940 |
| 3  | «Precursores y antiilustrados»                      | «Silvio Salvático»                                                                        | Buenos Aires        | 1901 | Buenos Aires       | 1994 |
| 3  | «Precursores y antiilustrados»                      | «Luiz Fontaine Da Souza»                                                                  | Río de Janeiro      | 1900 | Río de Janeiro     | 1977 |
| 3  | «Precursores y antiilustrados»                      | «Ernesto Pérez Masón»                                                                     | Matanzas            | 1908 | Nueva York         | 1980 |
| 4  | «Los poetas malditos»                               |                                                                                           |                     |      |                    |      |
| 4  | «Los poetas malditos»                               | «Pedro González Carrera»                                                                  | Concepción          | 1920 | Valdivia           | 1961 |
| 4  | «Los poetas malditos»                               | «Andrés Cepeda Cepeda, llamado El Doncel»                                                 | Arequipa            | 1940 | Arequipa           | 1986 |
| 5  | «Letradas y viajeras»                               |                                                                                           |                     |      |                    |      |
| 5  | «Letradas y viajeras»                               | «Irma Carrasco»                                                                           | Puebla              | 1910 | México, D. F.      | 1966 |
| 5  | «Letradas y viajeras»                               | «Daniela de Montecristo»                                                                  | Buenos Aires        | 1918 | Córdoba            | 1970 |
| 6  | «Dos alemanes en el fin del mundo»                  |                                                                                           |                     |      |                    |      |
| 6  | «Dos alemanes en el fin del mundo»                  | «Franz Zwickau»                                                                           | Caracas             | 1946 | Caracas            | 1971 |
| 6  | «Dos alemanes en el fin del mundo»                  | «Willy Schürholz»                                                                         | Colonia Renacer     | 1956 | Kampala            | 2029 |
| 7  | «Visión, ciencia-ficción»                           |                                                                                           |                     |      |                    |      |
| 7  | «Visión, ciencia-ficción»                           | «J. M. S. Hill»                                                                           | Topeka              | 1905 | Nueva York         | 1936 |
| 7  | «Visión, ciencia-ficción»                           | «Zach Sodenstern»                                                                         | Los Ángeles         | 1962 | Los Ángeles        | 2021 |
| 7  | «Visión, ciencia-ficción»                           | «Gustavo Borda»                                                                           | Guatemala           | 1954 | Los Ángeles        | 2016 |
| 8  | «Magos, mercenarios, miserables»                    |                                                                                           |                     |      |                    |      |
| 8  | «Magos, mercenarios, miserables»                    | «Segundo José Heredia»                                                                    | Caracas             | 1927 | Caracas            | 2004 |
| 8  | «Magos, mercenarios, miserables»                    | «Amado Couto»                                                                             | Juiz de Fora        | 1948 | París              | 1989 |
| 8  | «Magos, mercenarios, miserables»                    | «Carlos Hevia»                                                                            | Montevideo          | 1940 | Montevideo         | 2006 |
| 8  | «Magos, mercenarios, miserables»                    | «Harry Sibelius»                                                                          | Richmond            | 1949 | Richmond           | 2014 |
| 9  | «Las mil caras de Max Mirebalais»                   | «Max Mirebalais, alias Max Kasimir, Max Von Hauptmann, Max le Gueule, Jacques Artibonito» | Puerto Príncipe     | 1941 | Les Cayes          | 1998 |
| 10 | «Poetas norteamericanos»                            |                                                                                           |                     |      |                    |      |
| 10 | «Poetas norteamericanos»                            | «Jim O'Bannon»                                                                            | Macon               | 1940 | Los Ángeles        | 1996 |
| 10 | «Poetas norteamericanos»                            | «Rory Long»                                                                               | Pittsburgh          | 1952 | Laguna Beach       | 2017 |
| 11 | «La hermandad aria»                                 |                                                                                           |                     |      |                    |      |
| 11 | «La hermandad aria»                                 | «Thomas R. Murchison, alias El Texano»                                                    | Las Cruces          | 1923 | Walla Walla        | 1979 |
| 11 | «La hermandad aria»                                 | «John Lee Brook»                                                                          | Napa                | 1950 | Los Ángeles        | 1997 |
| 12 | «Los fabulosos hermanos Schiaffino»                 |                                                                                           |                     |      |                    |      |
| 12 | «Los fabulosos hermanos Schiaffino»                 | «Italo Schiaffino»                                                                        | Buenos Aires        | 1948 | Buenos Aires       | 1982 |
| 12 | «Los fabulosos hermanos Schiaffino»                 | «Argentino Schiaffino»                                                                    | Buenos Aires        | 1956 | Detroit            | 2015 |
| 13 | «Ramírez Hoffman, el infame»                        | «Carlos Ramírez Hoffman»                                                                  | Santiago            | 1950 | Lloret de Mar      | 1998 |

## Recepción y crítica

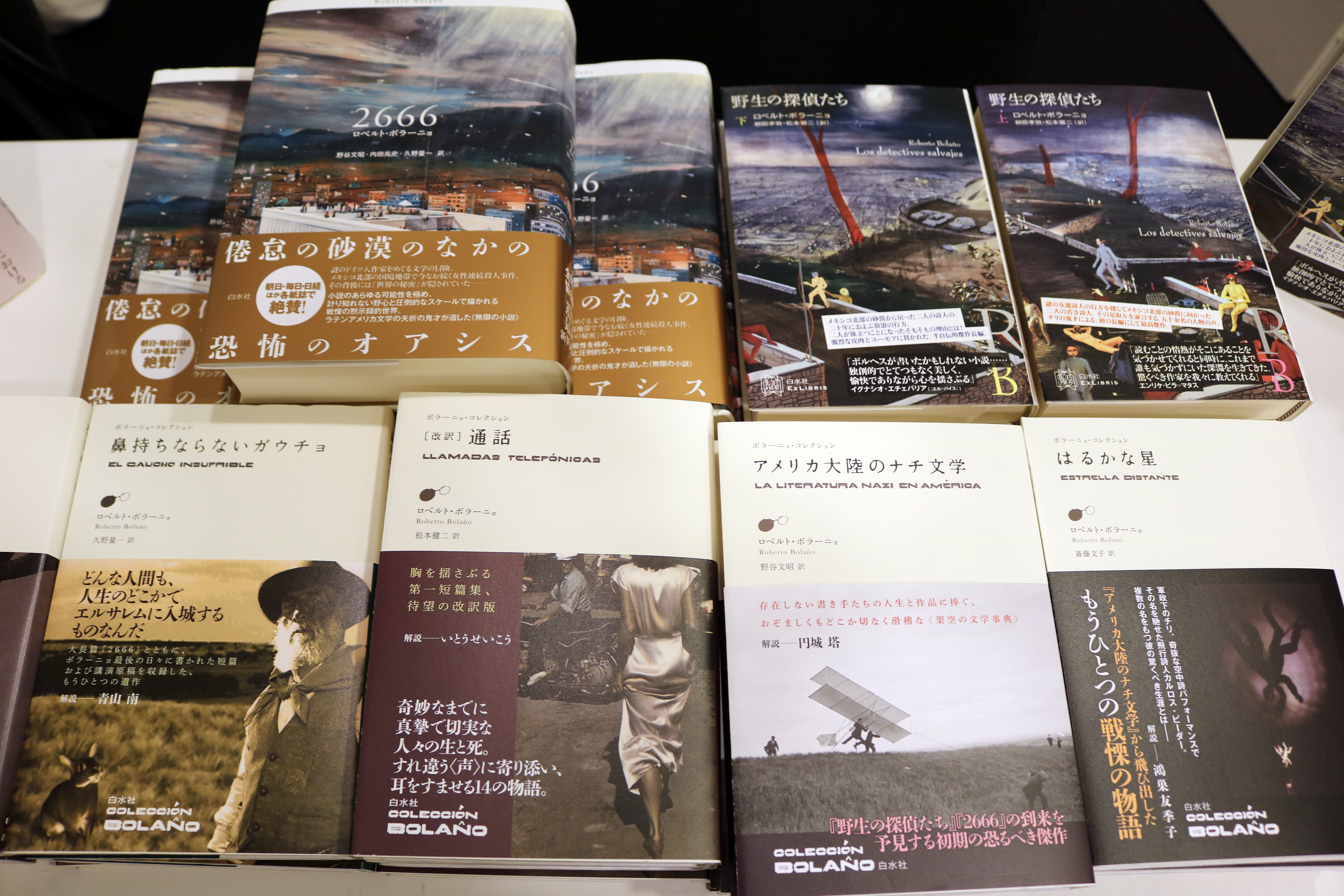
La literatura nazi en América (abajo, tercero de izquierda a derecha) junto a otros libros de Bolaño traducidos al japonés.

Esta novela fue la primera del escritor que comenzó a llamar la atención de la crítica literaria, por su originalidad e inventiva. Los críticos Masoliver Ródenas, en La Vanguardia, y Javier Goñi, en El País, escribieron positivas reseñas de la obra. Para Masoliver Ródenas se trata de «su primera novela de peso». Asimismo, el escritor irlandés John Banville para The Nation y el estadounidense Francisco Goldman también escribieron buenas críticas sobre ella. Pese a lo anterior, las ventas en la primera edición de Seix Barral fueron escasas, por lo que fue recortada casi en su totalidad, produciendo la desilusión de Bolaño y un distanciamiento de éste con dicha editorial. Años más tarde, el libro sería reeditado en Editorial Anagrama, donde Bolaño publicó la gran mayoría de su obra.
Esta obra, por su estructura y temática, ha sido emparentada con la obra de Macedonio Fernández y con la de Jorge Luis Borges, en particular con su libro Historia universal de la infamia (1935), que a su vez puede relacionarse con Vidas imaginarias (1896) de Marcel Schwob. También ha sido relacionado con la biografía Jusep Torres Campalans (1958) de Max Aub.
Celina Manzoni también afirmó que tanto en esta novela como en Estrella distante Bolaño apela a una «proliferante intertextualidad con la literatura universal que no se había recuperado en la literatura latinoamericana desde Tres tristes tigres de Guillermo Cabrera Infante».

## Análisis de la obra
Para Manzoni, el entramado de obras, organizaciones y personajes que se mencionan en el libro, diluye los límites entre lo inventado y lo verificable, reforzando «la convicción de que no hay final para el horror», y al mismo tiempo connota «el carácter del juego; la infamia que resignifica».
La investigadora Valeria de los Ríos utiliza este libro como ejemplo del uso de Bolaño de la figura del mapa por sobre la del archivo utilizada por el Boom latinoamericano. En este contexto, de los Ríos sugiere que la obra ficticia El control de los mapas del personaje Zach Sodenstern, «llena de apéndices, mapas, índices onomásticos incomprensibles» es quizás «un modelo absurdo y llevado al extremo de las propias novelas de Bolaño». Otro ejemplo son las descripciones de las ciudades brasileñas en la obra de Amado Couto, así como el punto de vista privilegiado del poder, en altura, de forma análoga a como se observa un mapa, presente en varios personajes de la obra, entre ellos Ramírez Hoffman. Adicionalmente, de los Ríos dice que la descripción de las fotografías de los personajes refuerza el efecto de realidad en la obra.

### Ramírez Hoffman
El capítulo correspondiente a la última biografía ficticia, la del chileno Carlos Ramírez Hoffman, es el punto de partida de Estrella distante, la siguiente novela de Bolaño, publicada el mismo 1996, que profundiza la historia de este personaje, siendo renombrado como Carlos Wieder. Esta obra ha sido analizada extensamente por diversos académicos.
La crítica literaria Celina Manzoni resalta el hecho que en esta narración en particular, pese a comenzar con el mismo tono neutro y distante de las biografías anteriores, el narrador progresivamente se va convirtiendo en protagonista, a medida que el tiempo pretérito se va acercando al presente. Manzoni también destaca la relación del apellido «Hoffman» con el escritor y artista prusiano E. T. A. Hoffmann, sobre cuyos cuentos se basó el padre del psicoanálisis, Sigmund Freud, para crear su teoría de la «categoría de lo siniestro» (en alemán, «Unheimlich»).